# Wescott (Wisconsin)
Wescott es un pueblo ubicado en el condado de Shawano en el estado estadounidense de Wisconsin. En el Censo de 2010 tenía una población de 3183 habitantes y una densidad poblacional de 40,67 personas por km².

## Geografía
Wescott se encuentra ubicado en las coordenadas 44°49′10″N 88°33′31″O / 44.81944, -88.55861. Según la Oficina del Censo de los Estados Unidos, Wescott tiene una superficie total de 78.26 km², de la cual 58.46 km² corresponden a tierra firme y (25.3%) 19.8 km² es agua.

## Demografía
Según el censo de 2010, había 3183 personas residiendo en Wescott. La densidad de población era de 40,67 hab./km². De los 3183 habitantes, Wescott estaba compuesto por el 93.75% blancos, el 0.09% eran afroamericanos, el 4.56% eran amerindios, el 0.28% eran asiáticos, el 0.03% eran isleños del Pacífico, el 0.25% eran de otras razas y el 1.04% pertenecían a dos o más razas. Del total de la población el 1.73% eran hispanos o latinos de cualquier raza.